# Hungama TV
Hungama TV es un canal infantil que transmite su señal en la India. Originalmente era una subsidiaria de UTV Comunicaciones hasta que en noviembre de 2006 fue vendido a Disney. Cuando el canal fue adquirido por Disney, este lo ajustó su identidad, fue adquirida por la compañía con el propósito de aumentar la presencia de Disney en ese país.

## Series emitidas
- Fabulópolis
- Zorrino Kung-Fu
- Las aventuras de Henry
- Dave, el bárbaro
- Harry y su cubeta de dinosaurios
- Digimon Tamers
- Yin Yang Yo!
- Boo!
- Pinky Dinky Doo
- Crayon Shin-chan
- Mermaid Melody: Pichi Pichi Pitch
- Mermaid Melody: Pichi Pichi Pitch Pure
- Las Supernenas
- Código Lyoko
- Winx Club
- Beyblade: Metal Fusion
- Digimon Frontier
- Beyblade: Metal Masters
- El Hombre Par
- Pokémon